# Putrefaction (jeu vidéo)
 (février 2017).
Si vous disposez d'ouvrages ou d'articles de référence ou si vous connaissez des sites web de qualité traitant du thème abordé ici, merci de compléter l'article en donnant les références utiles à sa vérifiabilité et en les liant à la section « Notes et références ».
Putrefaction est un jeu vidéo de survival horror qui se déroule dans un entrepôt où divers monstres apparaissent, comme des zombies ou des têtes rampantes. Deux modes de jeu sont disponibles : le mode campagne et le mode survie. Dans le mode survie, la difficulté s’accroit au fur et à mesure que les vagues de monstres apparaissent, comptant de nouveaux monstres de plus en plus puissants. Des bonus sont également proposés au fur et à mesure, comme des rechargement de munitions, de santé et de nouvelles armes,.
Il a pour suite Putrefaction 2: Void Walker.